# Heydon (Cambridgeshire)
Heydon – wieś i civil parish w Anglii, w Cambridgeshire, w dystrykcie South Cambridgeshire. W 2011 civil parish liczyła 243 mieszkańców. Heydon jest wspomniana w Domesday Book (1086) jako Haidenam.